# Strapping Young Lad
Strapping Young Lad, abrégé SYL, est un groupe de metal extrême canadien, originaire de Vancouver, en Colombie-Britannique. Il est formé par Devin Townsend (guitare, chant, claviers, programmation) après son départ du groupe de Steve Vai sur l'album Sex and Religion. Les principaux membres sont Jed Simon à la guitare, Byron Stroud à la basse et Gene Hoglan à la batterie. Aux claviers se succèdent Will Campagna, Munesh Sami et John Paul Morgan.
Contrairement à beaucoup de groupes de heavy metal, SYL est notable par le côté parodique de certaines chansons (Far Beyond Metal sur le metal des années 1980, par exemple), et le fait que ses membres ne se prennent absolument pas au sérieux. Selon les mots de Devin Townsend, « Si t'es furieux, ou si tu te marres, ou si t'es content, ou si tu gueules, c'est de l'énergie. Et je pense que c'est ça, plus que tout autre chose, l'essence de Strapping Young Lad. » 

## Biographie

### Heavy as a Really Heavy ThingetCity(1994–1998)
En 1994, après avoir enregistré et tourné pour Steve Vai, Devin Townsend crée le projet Strapping Young Lad, et écrit l'album Heavy as a Really Heavy Thing, sur lequel il enregistre tous les instruments, sauf la batterie. Publié le 4 avril 1995, Heavy as a Really Heavy Thing passe d'abord inaperçu. L'album se vend à 143 exemplaires les six premiers mois. Inspiré par le death metal, le thrash metal, et le metal industriel, l'album est bien accueilli par la presse spécialisée ; Andy Stout de Metal Hammer le considère comme l'« un des albums les plus perturbants qu'on entendra encore pendant longtemps ».
Le 28 février 1996, il rencontre Gene Hoglan, batteur des groupes Death, Dark Angel et Testament, durant un concert d'Iron Maiden à Los Angeles. Les deux musiciens écrivent alors ce qui deviendra l'album City, enregistré avec l'aide de Byron Stroud à la basse et Jed Simon à la guitare, dans le studio de Steve Vai, The Mothership. Sorti en 1997, l'album, décrit par le magazine Kerrang! comme l'un des disques les plus heavy jamais enregistrés, devient rapidement culte. À propos de l'enregistrement, Gene Hoglan a raconté l'anecdote suivante : « Je parlais à Ross Robinson (le producteur de KoЯn et Slipknot) il n'y a pas longtemps, et il m'a dit que, quand Korn était dans la pièce d'à côté en train d'écrire Life Is Peachy, ils arrêtaient de jouer pour venir à notre porte et ils étaient complètement soufflés par ce que le Dev et moi étions en train de faire. Nous avons écrit Oh My Fucking God durant notre première répétition, en cinq ou dix minutes, et j'imagine que les types de Korn étaient derrière la porte pendant tout ce temps-là ! J'ai trouvé ça drôle... »
Au printemps 1997, Chris Valagao Mina, guitariste et chanteur rejoint Strapping Young Lad joue sur les tournées internationales et européennes Full of Hate aux côtés de Crowbar, Entombed et Obituary, et enchaîne avec une tournée américaine avec Stuck Mojo et Testament. En 1998, afin de capter l'énergie sauvage qui se dégage de leurs concerts, ils enregistrent deux dates à Melbourne, en Australie, pour l'album live No Sleep Till Bedtime.

### De l'inactivité àAlien(1999–2005)
L'existence de SYL est mise entre parenthèses alors que Devin poursuit sa carrière en solo, en tant qu'artiste et producteur. Il produit notamment le groupe Zimmers Hole, fondé par Chris Valagao Mina, Jed Simon et Byron Stroud, ainsi que Lamb of God ou Soilwork. Malgré la mise en sommeil de SYL, c'est bien avec Gene, Jed et Byron que Devin enregistrera Physicist, son troisième album solo, et assurera deux tournées européennes en 2001, pour des concerts annoncés sous son seul nom mais dont la setlist sera majoritairement composée de titres de Strapping Young Lad (on retrouve aussi ce line-up sur le Official Bootleg édité en 2000). En 2002, Devin, qui souffre d'un trouble maniaco-dépressif, décide qu'il a besoin de laisser s'échapper sa colère et ses angoisses, et SYL se reforme pour quelques concerts avant d'enregistrer l'album Strapping Young Lad, qui sort en 2003 sur le label Hevy Devy Records, que Devin a créé pour ses seuls projets.
Le groupe part en tournée entre 2003 et 2004 aux côtés de Meshuggah ou Nile, ainsi qu'avec The Devin Townsend Band, le projet solo de Devin, et Zimmers Hole avec Chris Valagao Mina guitariste et Jed Simon guitariste. Leur tournée culmine avec un show gratuit au Commodore à Vancouver, Canada, qui est filmé et devient le DVD For Those Aboot to Rock: Live at the Commodore (aboot est une plaisanterie sur la prononciation canadienne du mot anglais about. Le titre en lui-même vient de la chanson culte d'AC/DC For Those About to Rock (We Salute You)). Townsend annonce que Strapping Young Lad serait sans doute leur dernier album, mais le groupe signe à nouveau avec Century Media en mars 2004 et annonce un nouvel album.
Malgré le nouvel emploi de Byron Stroud au sein de Fear Factory, l'album Alien est publié le 22 mars 2005. Il se vend à 3 697 exemplaires la première semaine et atteint la 32e place des Billboard Top Heatseekers, et la 35e place du Top Independent Albums.  Il est conçu plus comme une entreprise commune que comme un projet solo de Devin. Selon lui, « [Cet] album ne parle de rien en particulier ; c'est juste une crise de folie. L'idée, c'est d'avoir un exutoire, et le titre Alien (« étranger », « extraterrestre ») semblait correspondre. Il n'a pas d'autre signification. Le metal, c'est notre vie ; on ne sait pas faire grand-chose d'autre, et on peut faire des trucs barges avec nos instruments. On est trop laids pour faire de la pop, alors on a décidé de casser la baraque encore une fois. Cet album était une bonne excuse pour être complètement excessifs. » Sorti le 22 mars 2005, l'album, salué par Metal Maniacs comme « la bande-son d'une émeute » et décrit par Kerrang! comme « rien moins qu'explosif, de la putain de folie, vraiment », rencontre un franc succès et permet à SYL d'être le tout premier groupe sélectionné pour jouer sur la tournée Ozzfest '06.

### The New Blacket séparation (2006–2007)

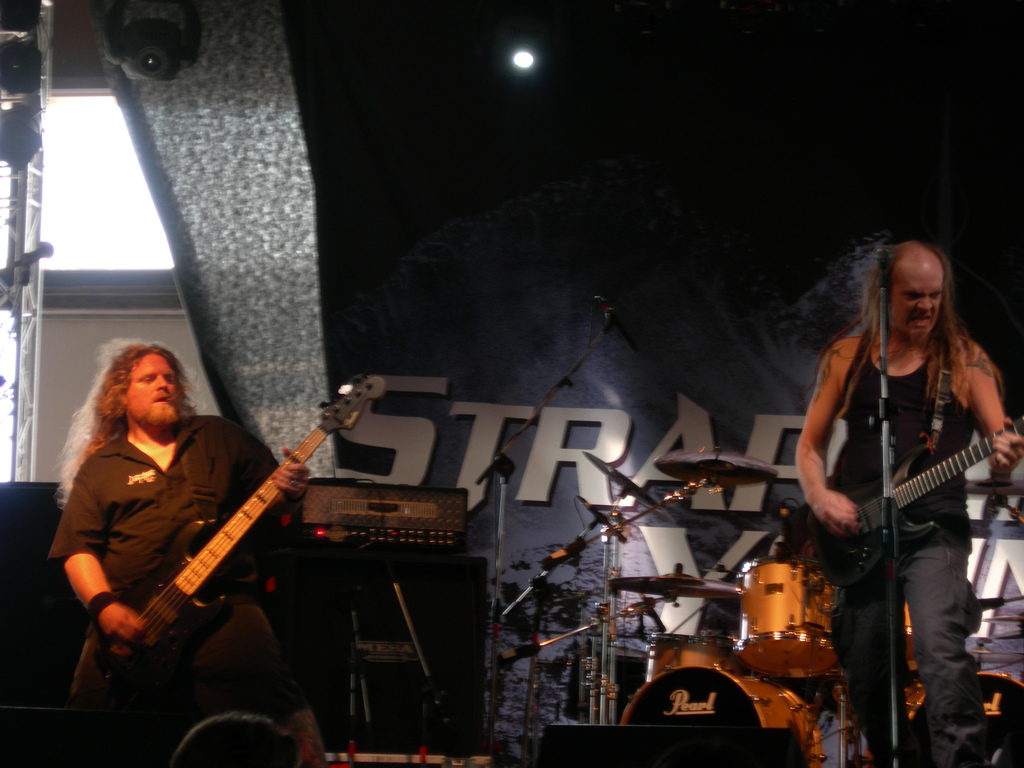
Stroud et Townsend en concert en 2006.

Au début de l'année 2006, Devin, Gene, Jed et Byron retournent en studio et enregistrent leur cinquième album, The New Black, dont la sortie est prévue pour le 18 ou le 19 juillet 2006. D'après un communiqué de Century Media, la maison de production de SYL, « ce futur (album) épique va défier les genres et montrer une nouvelle dimension de la bête qu'est SYL, plus accrocheuse, incluant plus de mélodies entrainantes dans la folie renommée du groupe, le tout aidé de solos de guitare dévastateurs. Il n'est pas exagéré de dire que vous pouvez vous attendre à l'inattendu. » The New Black se vend à plus de 4 000 exemplaires la première semaine, et atteint la 200e place du Billboard 200, la 15e place du Top Independent Albums, et la 8e des Top Heatseekers.
Un clip vidéo est tourné en fin mai du single Wrong Side.
Au mois de mai 2007, le groupe est dissous par Devin Townsend. Dans plusieurs interviews, et en substance, il indique ne pas vouloir s'enfermer dans un seul style, et vouloir conserver une liberté totale dans ses différents projets. Or, Strapping Young Lad devenait semble-t-il un peu trop encombrant, puisque sa maison de disques venait de lui proposer un énorme contrat,,.

## Style musical
Le style musical de Strapping Young Lad est un mélange de genres de metal extrême ; death metal, thrash metal, black metal, metal progressif, metal avant-gardiste, et metal industriel. Strapping Young Lad est l'un des groupes les plus violents de la scène metal industriel. Il incarne le côté sombre de Devin Townsend, face au Devin Townsend Band, décrit par son créateur comme du « happy metal ». Malgré certains de ses aspects parodiques, le groupe fonctionne comme un exutoire pour Devin. La musique est caractérisée par des guitares à l'accordage extrêmement bas (Devin utilise des guitares sept-cordes accordées en sol, do, sol, do, sol, do, mi, du grave à l'aigu), des tempos rapides, un usage extrême de la double pédale à la batterie, des structures compliquées et la production particulière de Devin, qui empile couche sur couche de sons divers, samples, synthétiseurs et guitares. Pour couronner le tout, Devin fait usage de sa technique vocale phénoménale pour produire des hurlements sauvages tout au long des chansons, qui peuvent rebuter les néophytes, malgré la présence de passages plus mélodiques sur certains morceaux.

## Membres

### Derniers membres
- Devin Townsend – guitare, chant, clavier (1994–2007)
- Jed Simon – guitare, chœurs (1994–2007)
- Byron Stroud – basse, chœurs (1996–2007)
- Gene Hoglan – batterie (1996–2007)

### Anciens  membres
- Adrian White – batterie (1994–1995)
- Ashley Scribner – basse (1994–1995)
- Mike Sudar – guitare (1994–1995)
- Chris Bayes – batterie (1994)
- Smokin' Lord Toot – batterie (1994)
- Chris Meyers – clavier (1994)
- Chris Valagao Mina – guitare, chant (1997–2002)
- Dave Young - clavier (2005) (a joué sur Alien)

### Membres de tournée
- John Morgan – clavier (1997)
- Matteo Caratozzolo – clavier (1997–1998, 2003)
- Jamie Meyer – clavier (1998–1999)
- Jason Filipchuk – clavier (1999)
- Chris Valagao Mina – guitare, chant (1999–2002)
- Will Campagna – clavier 2002, 2005–2006)
- Munesh Sami – clavier (2003–2004)
- Jon Miller – basse (remplaçant de Byron Stroud, 14-31 juillet 2005)[19]
- James MacDonough – basse (remplaçant de Byron Stroud, 1er-13 août 2006)[20]

## Vidéographie
- For Those Aboot To Rock: Live at the Commodore (DVD) (2004)

## Clips vidéo
- S.Y.L. (tiré de Heavy as a Really Heavy Thing)
- Detox (tiré de City)
- Relentless (tiré de Strapping Young Lad)
- Love? (tiré d'Alien)
- Zen (tiré d'Alien)
- Wrong Side (tiré de The New Black)
- Almost Again (tiré de The New Black)